# Daniël van Kaam
Daniël van Kaam (* 23. Juni 2000 in Delfzijl) ist ein brasilianisch-niederländischer Fußballspieler. Er spielt bei Heracles Almelo und ist ehemaliger niederländischer Juniorennationalspieler.

## Karriere

### Verein
Daniël van Kaam wurde als Sohn einer Brasilianerin und eines Niederländers in der Kleinstadt Delfzijl in der Provinz Groningen geboren. Sein Bruder Joël van Kaam ist ebenfalls Fußballspieler. Mit dem Fußballspielen begann er im nahegelegenen Appingedam beim VV Appingedam, damals ein Sechstligist. 2011 wechselte er in die Jugendabteilung des FC Groningen und unterschrieb im Juni 2017 einen Profivertrag.
Am 6. Oktober 2018 debütierte van Kaam im Alter von 18 Jahren als Profi in der Eredivisie, als er bei der 0:1-Niederlage bei ADO Den Haag zum Einsatz kam. In dieser Saison gehörte er häufiger dem Spieltagskader der Profimannschaft an, sammelte jedoch lediglich in der Reserve Spielpraxis. In der Folgesaison kam Daniël van Kaam zunächst häufiger in der Reservemannschaft zum Einsatz, etablierte sich allerdings kurz vor Ende der Hinrunde in der Profielf und wurde bis zum Abbruch der Saison, die aufgrund der COVID-19-Pandemie notwendig geworden war, als linker Mittelfeldspieler oder als zentraler Mittelfeldspieler eingesetzt. Folgerichtig gelang ihm in der Saison 2020/21 der Durchbruch und er kam in 32 Partien zum Einsatz, wobei er hauptsächlich als defensiver Mittelfeldspieler eingesetzt wurde. Am 12. Dezember 2020 gelang van Kaam beim 2:0-Heimsieg gegen den RKC Waalwijk sein erstes Tor in der Eredivisie für die Profimannschaft des FC Groningen. Als Tabellensiebter qualifizierte sich der FC Groningen für die Teilnahme an den Play-offs um einen Platz in der UEFA Conference League, jedoch schieden die Groninger im Halbfinale gegen den FC Utrecht aus.
Im Sommer 2022 verließ er den Verein und schloss sich am Ende der Transferperiode am 30. August dem Ligakonkurrenten SC Cambuur an. Dort konnte er sich als Stammspieler durchsetzen, stieg mit der Mannschaft am Saisonende jedoch in die zweite Liga ab. Nach dem Abstieg blieb er im Verein und wurde zur neuen Saison 2023/24 Mannschaftskapitän.
Im Sommer 2024 wechselte er zu Heracles Almelo.

### Nationalmannschaft
Daniël van Kaam absolvierte mindestens ein Spiel für die U15-Nationalmannschaft der Niederlande. sowie für die U16-Auswahl. Ab dem 9. September 2016, als die Niederlande ein Spiel in Erfurt gegen Deutschland anlässlich eines Vier-Nationen-Turnieres gewann, absolvierte er sieben Spiele für die U17-Nationalelf und kam auch in der Qualifikation für die U17-Europameisterschaft 2017 in Kroatien zum Einsatz. Bei der Endrunde gehörte er nicht zum Kader. Später kam van Kaam zu einem Spiel für die U18-Nationalmannschaft der Niederländer, als er am 5. Oktober 2017 im Freundschaftsspiel in Zeist gegen Österreich eingesetzt wurde. Danach spielte er für die U19 der Niederlande, für diese absolvierte er zwei Partien. Am 7. September 2021 spielte Daniël van Kaam beim 3:0-Sieg im EM-Qualifikationsspiel in Deventer gegen Moldawien zum ersten Mal für die niederländische U21-Nationalmannschaft und bestritt mit ihr bis März 2023 insgesamt acht Spiele.